# Nakwi jezik
Nakwi jezik (ISO 639-3: nax), jedan od dva papuanska jezika porodice left may, kojim govori 280 ljudi (2003 SIL) u nekoliko sela u Papui Novoj Gvineji u provinciji East Sepik.
Sela: Nakwi-Amasu, Augot (Mumupra, Sari), Tiki, Uwau učestalo mijenjaju lokaciju.

## Vanjske poveznice
- Ethnologue (14th)
- Ethnologue (15th)